# Festival Internacional de Cine de Antofagasta
El Festival Internacional de Cine de Antofagasta, también conocido como FICIANT, es un festival de cine realizado anualmente en la ciudad de Antofagasta, ubicada al norte del país. Su primera versión se llevó a cabo el año 2004.
FICIANT, es un evento cultural que aspira a transformarse en el más importante del Norte del país, buscando la integración de toda Latinoamérica a través del séptimo arte. Para ello, organiza muestras y exhibiciones audiovisuales, provenientes de diversos países, acompañadas siempre de invitados que puedan compartir sus experiencias con los audiovisualistas y los jóvenes de la Región. Además de su competencia internacional, y extensiones en las comunas costeras de Taltal, Mejillones y Tocopilla, FICIANT ofrece numerosas actividades paralelas de carácter formativo, tales como seminarios, talleres, charlas y foros debate, las cuales han contribuido al desarrollo de talentos audiovisuales comprometidos con sus raíces y su historia.

## Historia
Entre los años 2002 y 2004, la destacada realizadora antofagastina Adriana Zuanic fue Presidenta de un Proyecto de Fomento de Corfo para incentivar un Polo de Desarrollo Audiovisual en el Norte de Chile en la ciudad de Antofagasta, convirtiéndose en la presidenta de la Corporación para el Desarrollo Audiovisual de Antofagasta. Zuanic, soñaba en convertir el norte de Chile en un gran polo de desarrollo cinematográfico, logrando instaurar la ciudad como una vitrina del trabajo que se produce en la región, proyectándola hacia el mundo y aglutinando la savia joven de realizadores emergentes. Para ello, creía que era necesario generar una discusión en torno a la riqueza de Antofagasta, principalmente de sus locaciones y de su patrimonio, logrando producciones audiovisuales competitivas y consistentes, sembrando de esta manera un legado para las futuras generaciones. Fue así que nació, a través de la Corporación, y con apoyo de fondos públicos y privados, el Primer Festival Internacional de Cine de Antofagasta, llevado a cabo en las dependencias de CineMundo Antofagasta Shopping.

El año 2006, tras la realización de dos ediciones (2004 y 2005), y por diferencias en la organización del festival, la directora abandonó su puesto y siguió su propio camino junto a un sector de la organización, llevando a cabo el Festival Internacional de Cine del Norte de Chile (FICNORTE).
El año 2007, la Agrupación para el Desarrollo Audiovisual de Antofagasta (APDA), organismo sin fines de lucro que tiene como objetivo fortalecer la identidad regional, desarrollando la producción audiovisual, encabezada en ese momento por Mauricio Líbano, gestó una nueva versión del Festival (III edición), ahora llamado FICIANT (para diferenciarlo de FICNORTE).
Actualmente, la organización del Festival está a cargo de un trabajo mancomunado entre las empresas A&L Líbano Audiovisuales y Medios, Antofagasta TV, GPD y la Universidad del Mar. Esta iniciativa cultural, cuenta con el financiamiento de la Ilustre Municipalidad de Antofagasta y el FNDR 2% de Cultura.

## Confusión entre FICIANT y FICNORTE
Cabe señalar que, para efectos de conteo en las ediciones de sus festivales, la organización de FICNORTE también considera a las dos primeras versiones (2004 y 2005) como propias. Esto suele llevar a confusión, ya que ambos festivales se comenzaron a realizar de manera paralela y de forma totalmente independiente el uno del otro, considerando ambos a las dos primeras ediciones como propias.
Para un mejor entendimiento:
| Año  | FICIANT                              | FICNORTE                             |
| ---- | ------------------------------------ | ------------------------------------ |
| 2004 | 1° Festival (FICIANT 1 o FICNORTE 1) | 1° Festival (FICIANT 1 o FICNORTE 1) |
| 2005 | 2° Festival (FICIANT 2 o FICNORTE 2) | 2° Festival (FICIANT 2 o FICNORTE 2) |
| 2006 |                                      | FICNORTE 3                           |
| 2007 | FICIANT 3                            | FICNORTE 4                           |
| 2008 |                                      | FICNORTE 5                           |
| 2009 |                                      | FICNORTE 6                           |
| 2010 | FICIANT 4                            |                                      |
| 2011 | FICIANT 5                            | FICNORTE 7                           |
| 2012 | FICIANT 6                            | FICNORTE 8                           |
| 2013 |                                      | FICNORTE 9                           |

## Ediciones
El festival se realiza anualmente durante una semana del segundo semestre de cada año, normalmente durante el mes de noviembre.
| Edición | Fecha         | Año  | Ganadora internacional | Ganadora nacional   | Ref.  |
| ------- | ------------- | ---- | ---------------------- | ------------------- | ----- |
| 1.ª     | 27/07 - 31/07 | 2004 | Suite Habana           | ---                 | [ 3 ] |
| 2.ª     | 02/08 - 06/08 | 2005 | Whisky                 | ---                 | [ 4 ] |
| 3.ª     | 09/10 - 13/10 | 2007 | Mariposa negra         | ---                 | [ 5 ] |
| 4.ª     | 09/11 - 13/11 | 2010 | ---                    | Post Mortem         | [ 6 ] |
| 5.ª     | 22/11 - 26/11 | 2011 | Los Viejos             | Zoológico           | [ 7 ] |
| 6.ª     | 13/11 - 18/11 | 2012 | Polvo                  | Aquí Estoy, Aquí No | [ 8 ] |

## Sedes
Las sedes oficiales del festival son las siguientes:
- Cine Hoyts Mall Plaza Antofagasta
- Salón Auditorio Balmaceda Arte Joven Sede Antofagasta
- Sala Auditorio, Municipalidad de Antofagasta
- Parque Cultural Ruinas de Huanchaca